# Crimson Bramley (manzana)
Crimson Bramley es el nombre de la variedad cultivar de manzano (Malus domestica).
Variedad de manzana mutación Desporte más colorido de Bramley's Seedling. Se originó en Southwell, Nottinghamshire, Inglaterra. Catalogado en 1913. Las frutas tienen una pulpa firme, jugosa, de textura gruesa y sabor ácido. Cocina bien.

## Historia
'Crimson Bramley' es una variedad de manzana mutación Desporte más colorido de Bramley's Seedling. Se originó en Southwell, Nottinghamshire, Inglaterra. Catalogado en 1913.
'Crimson Bramley' se cultiva en la National Fruit Collection con el número de accesión: 1941-026 y Accession name: Crimson Bramley.

## Características
'Crimson Bramley' tiene un tiempo de floración que comienza a partir del 6 de mayo con el 10% de floración, para el 12 de mayo tiene una floración completa (80%), y para el 18 de mayo tiene un 90% de caída de pétalos.
'Crimson Bramley' tiene una talla de fruto grande a muy grande; forma globosa cónica ocasionalmente con un lado más corto, anchura 73.03 mm y altura 93.63 mm; con nervaduras débiles a medio, y corona débil; epidermis con color de fondo verde amarillo, importancia del sobre color baja a media, con color del sobre color naranja, con sobre color patrón rayas / moteado en mancha que cubren muy intensamente las caras expuestas al sol, la epidermis se vuelve muy grasosa al madurar, "russeting" (pardeamiento áspero superficial que presentan algunas variedades) muy bajo; cáliz grande y cerrado, ubicado en una cuenca poco profunda con fruncimientos; pedúnculo es de longitud media y robusto, colocado en una cavidad profunda y estrecha; carne de color cremade  pulpa firme, jugosa y de textura gruesa con un sabor ácido. Cocina bien.
Su tiempo de recogida de cosecha se inicia a principios de octubre. Se conserva bien durante tres meses en cámara frigorífica.

## Usos
Hace una muy buena manzana de consumo en cocina. En la cocción, se obtiene una salsa de rico sabor.

## Ploidismo
Diploide, auto estéril. Grupo de polinización: C, Día 11.